# Daniel Monzón
Daniel Monzón Jerez (Palma di Maiorca, 17 luglio 1968) è un regista, sceneggiatore e attore spagnolo.

## Biografia
Nel 2010 ricevette il Premio Goya come miglior regista per il film Cella 211.

## Filmografía

### Regista
- El corazón del guerrero (1999)
- El robo más grande jamás contado (2002)
- The Kovak Box - Controllo mentale (2007)
- Cella 211 (2009)
- El Niño (2014)
- Yucatán (2018)
- Le leggi della frontiera (Las leyes de la frontera) (2021)

### Sceneggiatore
- Desvío al paraíso  (1994)
- El corazón del guerrero (1999)
- El robo más grande jamás contado (2002)
- The Kovak Box - Controllo mentale (2007)
- Cella 211 (2009)
- El Niño (2014)
- Yucatán (2018)

### Attore
- Torrente, el brazo tonto de la ley (1998)